# Krzeszówek

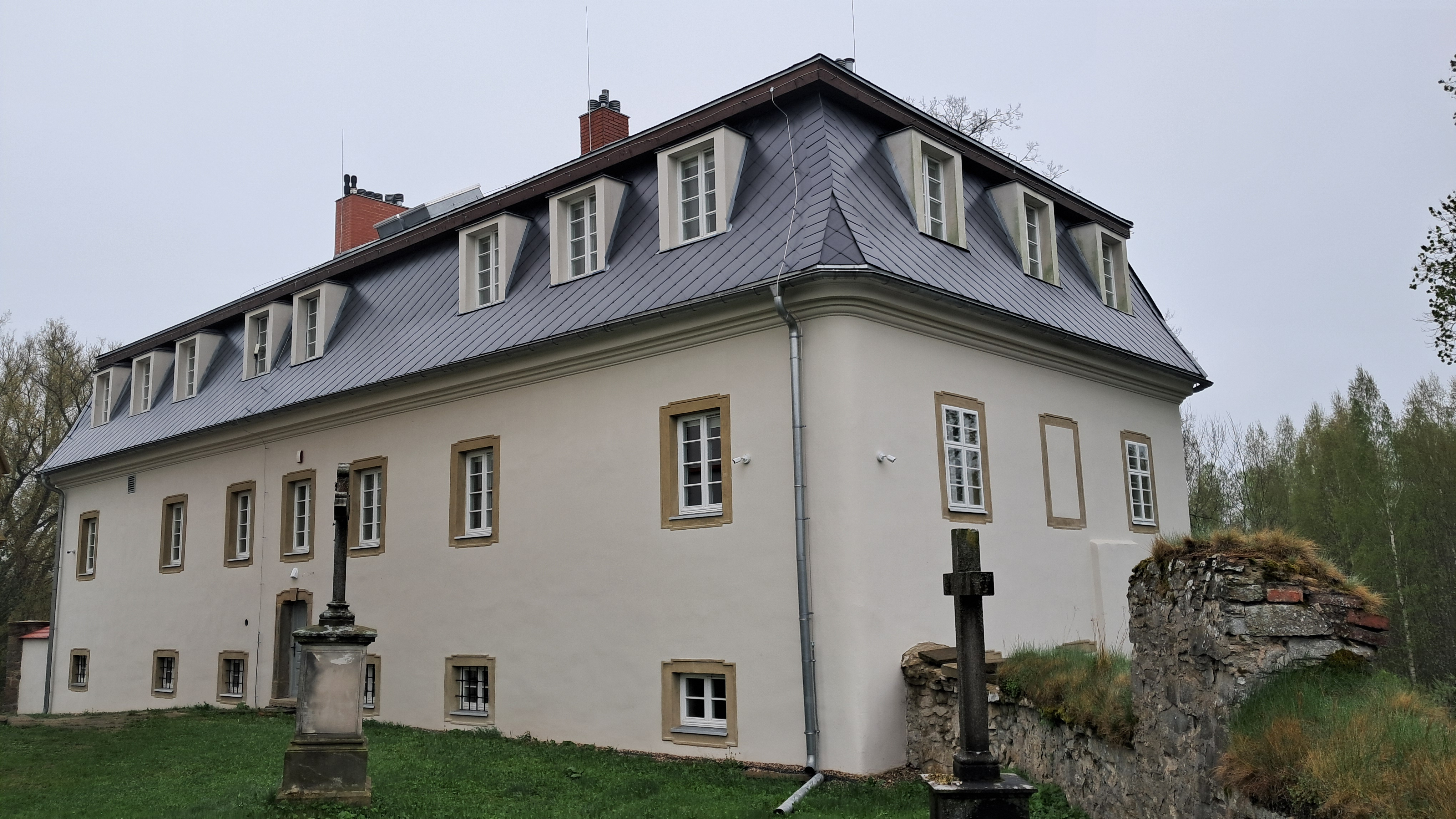
Zabytkowa plebania w Krzeszówku

Krzeszówek (do 1945 r. niem. Neuen) – wieś w Polsce położona w województwie dolnośląskim, w powiecie kamiennogórskim, w gminie Kamienna Góra nad Zadrną.

## Położenie
Leży w Kotlinie Kamiennogórskiej (Kotlinie Krzeszowskiej). Przez miejscowość przepływa rzeka Zadrna (dopływ Bobru) oraz potok  Kochanówka.

## Nazwa
- 1353-1667 Newdorf
- 1667-1765 Neuen villa
- 1765-1945 Neuen
- 1945-1946 Nowe
- 1946- Krzeszówek

## Podział administracyjny
W latach 1975–1998 miejscowość administracyjnie należała do województwa jeleniogórskiego.

## Historia
Krzeszówek wbrew dawnej nazwie należy do bardzo starych wsi. Na jego terenie dopatrywano się śladów jakiegoś grodziska z X-XIII w. Inna, prawdopodobniejsza wersja wskazuje na niego, jako na miejsce pierwotnej lokacji pierwszego krzeszowskiego klasztoru benedyktynów, ufundowanego w 1242 r. przez księżnę Annę, wdowę po Henryku Pobożnym. Miały o tym świadczyć ślady budowli odkryte w XIX w., w rejonie obecnego kościoła. Faktem bezspornym jest natomiast, że wieś była od początku ściśle związana z krzeszowskim klasztorem, stanowiąc jego własność, aż do kasaty dóbr klasztornych w 1810 r. Zresztą dokument księcia świdnickiego Bolka II z 1352 r., potwierdzający posiadłości i przywileje klasztoru, wymienia wśród istniejących już wsi klasztornych także Krzeszówek. Już przed 1400 r. istniało tu wolne sołectwo, należące do klasztoru. Wieś pomimo korzystnego położenia nigdy nie rozwinęła się. Być może przeszkodziły temu wojny husyckie, podczas których wsie wokół klasztoru zostały spustoszone, a część spalona. Los ten mógł spotkać też Krzeszówek. Także późniejsze działania wojenne nie omijały tych terenów. Cystersi od dawna utrzymywali tu swój folwark, mieli tu też stawy rybne. Natomiast w okresie reformacji utracili kościół, który do 09.04.1654 r. pozostawał w rękach ewangelickich. Dopiero w XVIII w. Krzeszówek rozwinął się, ale nadal pozostawał jedną z mniejszych wsi klasztornych. W 1785 r. jego wartość szacowano na 1.520 talarów, a mieszkało tu 4 kmieci, 5 zagrodników i 25 chałupników, wśród nich 6 rzemieślników. Była to więc uboga wieś, raczej wyłącznie rolnicza. Nie rozwinęło się tu nawet tkactwo chałupnicze. W okolicy był staw klasztorny. W 1785 r. w Krzeszówku wymieniono kościół i szkołę katolicką. W XIX w. sytuacja się zmieniła o tyle, że w 1810 r. kasacie uległy dobra klasztorne, ale Krzeszówek nadal pozostał w ich obrębie, tyle że pod zarządem kamery. W 1825 r. wieś liczyła 36 domów. Oprócz kościoła i szkoły katolickiej, wymieniono jeszcze karczmę z gorzelnią i 20 krosien. Krzeszówek nie rozwijał się i w 1840 r. wymieniono dodatkowo tylko 5 rzemieślników oraz drugą gospodę. W 1871 r. było tu 37 domów, a jeszcze w 1885 r. wszyscy mieszkańcy byli katolikami, co w owym czasie, nawet w dawnej wsi klasztornej było już rzadkością. W okresie międzywojennym prowadzono wydobycie piasków formierskich w okolicy Krzeszówka.

## Zabytki
Do wojewódzkiego rejestru zabytków wpisane są obiekty:
- kościół filialny pw. św. Wawrzyńca, gotycki z XV/XVI wieku[6].
- dawna plebania przy kościele parafialnym pw. św. Wawrzyńca (nr 33), barokowa z 1733 r.[6]

W Gminnej Ewidencji Zabytków gminy wiejskiej Kamienna Góra ujęte są obiekty:
- Zespół kościelny
  - Kościół filialny p.w. św. Wawrzyńca (nr rejestru A/1976/829 z 27 grudnia 1960 roku), z lat 1588-1955;
  - nr 33 – plebania (nr rejestru A/2150/1285/J z 20 października 1997 roku), z 1733 roku;
  - Cmentarz, XIX wiek;
  - Brama cmentarna, XIX/XX wiek;
  - Mur wokół cmentarza, XIV wiek;
  - Kapliczka I w murze, 3 ćw. XIX wieku;
  - Kapliczka II w murze, 3 ćw. XIX wieku;
  - Kapliczka III w murze, 3 ćw. XIX wieku;
  - nr 34 – dom mieszkalny, dawniej organistówka, 3 ćw. XIX wieku;
- nr 1 – dom mieszkalno-gospodarczy, koniec XIX wieku;
- nr 2 – dom mieszkalno-gospodarczy, 3 ćw. XIX wieku;
- nr 19 – dom mieszkalny, 1910-1920 rok;
- nr 30 – dom mieszkalny, 3 ćw. XIX wieku.